# أنتوني كروفورد
أنتوني كروفورد (بالإنجليزية: Anthony Crawford)‏ هو مغني وكاتب أغاني وملحن أمريكي، ولد في 5 مايو 1957.

## وصلات خارجية
- أنتوني كروفورد على موقع ميوزك برينز (الإنجليزية)
- أنتوني كروفورد على موقع ديسكوغز (الإنجليزية)